# ریبورن
ریبورن! (به ژاپنی: 家庭教師ヒットマンREBORN!‎، به انگلیسی: Katekyō Hittoman Ribōn! ‎) یک مجموعه مانگا ژاپنی است که توسط آکیرا آمانو نوشته و طراحی شده است. این مانگا توسط شوئیشا از مه ۲۰۰۴ تا نوامبر ۲۰۱۲ در هفته‌نامه شونن جامپ منتشر می‌شد.
یک مجموعه تلویزیونی انیمه ۲۰۳ قسمتی نیز توسط استودیو آرتلند بر اساس این مانگا ساخته شد که پخش آن از ۷ اکتبر ۲۰۰۶ تا ۲۵ سپتامبر ۲۰۱۰ در شبکه تی‌وی توکیو ادامه داشت.